# Аналогія газогідравлічна
Газогідравлічна аналогія — це, зокрема, аналогія між рухом газу, що стискається, і рухом рідини по відкритому каналу.
Існують такі види аналогії:
- — аналогія між одномірним рухом газу та потоком рідини по руслу, що має спеціальну форму поперечного перерізу;
- — анатогія між двовимірним рухом газу і рухом рідини на каналі прямокутного перерізу.

Методи газогідравлічної аналогії нині інтенсивно розробляються як дозвукового, так надзвукового обтікання твердих тіл.
Застосування газогідравлічної аналогії являє інтерес як найдоступніший засіб якісного дослідження навколозвукових і надзвукових течій газу, особливо корисне в навчальних та демонстраційних цілях, а також при розгляді деяких абстрактних завдань, аеродинамічне дослідження яких неможливе, наприклад обтікання нескінченно тонких профілів.